# Blame!
Blame! (ブラム!, Buramu!), pronunciado como BLAM, é uma série mangá cyberpunk de dez volumes escrita e ilustrada por Nihei Tsutomu e publicada pela editora Kodansha. A série deu origem a seis episódios ONA com um sétimo lançado somente em DVD. 

## Enredo
Em um futuro distópico no qual a humanidade, já quase completamente dizimada, tenta sobreviver como ratos, caçados por maquinas e confinados em uma megaestrutura, enquanto Killy, um misterioso aventureiro, vaga pela megaestrutura repleta de corredores, escadarias e cavernas; atravessando verticalmente milhares de níveis em uma cidade que não para de crescer para todas as direções. A personagem passa seus dias lutando para sobreviver, enfrentando ciborgues assassinos, seres sintéticos e monstros mutantes, enquanto busca pelo gene terminal de rede, um código identificador capaz de devolver o controle da cidade autônoma para os humanos, predados pelos agentes da grande rede, "Netsphere".

## Mangá
O mangá japonês original teve os capítulos compilados e lançados em 10 volumes (tankōbon) pela editora Kodansha. No Brasil, o mangá é licenciado e publicado pela JBC desde dezembro de 2016.

## Elenco do filme
- Zuru: Raíssa Bueno
- Pops: Luiz Nunes
- Cibo: Jéssica Cárdia
- Sutezo: Rafael Quelle
- Tae: Beta Cinalli
- Fusata: Roberto Rodrigues
- Atsuji: Fernando Ferraz
- Killy: Digão Vicente
- Fuku: Raquel Elaine
- Sanakan: Carla Martelli
- Shige: Tiaggo Guimarães
- Yaichi: Presto Kowask
- Vozes Adicionais: Amanda Moreira, Amanda Tavares, André Gaiani, Caio César Oliveira, Caio Magalhães, Carloz Magno, Demétrios Augustus, Ênio Vivona, Felipe Venâcio, Fernanda Ferreira, Gustavo Martinez, Josué Galinari, Karina Botião, Lucas Marcondes, Lúcia Macedo, Marcos Becker, Mariana Pozatto, Mário Spatziani, Miriam Lins, Monalisa Capella, Nagib Akim, Natália Ruggerio, Pierre Bittencourt, Rafael Rheda, Reinaldo Rodriguez, Renan Alonso, Renan Vilela, Rick dos Anjos, Rita Oliveira, Robson Kumode, Rogério Duartti e Vitor Paranhos
- Tradutor: Carlos Freires Jr. - Trëma Traduções/Tais Reganelli
- Diretor: Renan Alonso
- Estúdio: Dubbing Company, Campinas